# Tom-Jelte Slagter
Tom-Jelte Slagter (Groningen, 1 de juliol de 1989) és un ciclista neerlandès, professional des del 2011 fins al 2020.
En el seu palmarès destaca la victòria al campionat nacional en ruta sub-23 i, sobretot, una etapa al Tour Down Under del 2013.

## Palmarès
- 2010
  -  Campió dels Països Baixos sub-23 en ruta
  - Vencedor d'una etapa al Circuit de les Ardenes
- 2013
  - 1r al Tour Down Under, vencedor d'una etapa i de la classificació dels joves
  - Vencedor de la classificació de la muntanya al Tour d'Alberta
- 2014
  - Vencedor de 2 etapes a la París-Niça
- 2015
  - Vencedor de 2 etapes al Tour d'Alberta
- 2016
  - Vencedor d'una etapa al Tour de l'Alt Var
- 2017
  - Vencedor d'una etapa a la Volta a Àustria

### Resultats al Giro d'Itàlia
- 2011. Abandona (5a etapa)
- 2012. 30è de la classificació general
- 2015. 76è de la classificació general
- 2017. 77è de la classificació general

### Resultats a la Volta a Espanya
- 2011. 75è de la classificació general

### Resultats al Tour de França
- 2014. 56è de la classificació general
- 2016. 82è de la classificació general
- 2018. 59è de la classificació general